# Jezioro Pyszne
Jezioro Pyszne – jezioro wytopiskowe położone na wschodnim krańcu Pojezierza Bytowskiego w powiecie bytowskim, województwa pomorskiego. Całkowita powierzchnia jeziora wynosi 8 ha. Znajdujący się nad jeziorem las bukowy pobliskiego wzgórza morenowego jest objęty ochroną rezerwatu Bukowa Góra nad Pysznem.